# Смит, Фанни Кокрейн
Фанни Кокрейн Смит (англ. Fanny Cochrane Smith; декабрь 1834, Вайбалена — 24 февраля 1905, Порт-Сайнет) — последняя или одна из последних аборигенов Тасмании. Родилась вскоре после переселения аборигенов Тасмании в Вайбалену на остров Флиндерс.

## Биография
Имела 11 детей, от которых происходит подавляющее большинство современного аборигенного населения Тасмании. В строгом смысле слова, их нельзя называть аборигенами, а скорее «лицами с наибольшим процентом аборигенных тасманийских генов».
Одна из последних носительниц аборигенных тасманийских языков. Сохранились записи тасманийских песен на восковых цилиндрах, сделанные в 1903 году, — на сегодняшний день это единственные аудиозаписи тасманийских языков. Существуют споры о том, была ли она последним умершим чистокровным аборигеном Тасмании.
Скончалась от пневмонии и плеврита в Порт-Сайнет (Port Cygnet).
Записям песен Смит посвящена песня австралийского фолк-певца Брюса Уотсона The Man and the Woman and the Edison Phonograph. Дед Уотсона, Хорас Уотсон, отвечал за изготовление записей Смит. Фотография Фанни Кокрейн Смит и Хораса Уотсона находится в коллекции Национального музея Австралии.